# بیلی داو
بیلی داو (انگلیسی: Billie Dove؛ ۱۴ مهٔ ۱۹۰۳ – ۳۱ دسامبر ۱۹۹۷) یک هنرپیشه و مانکن اهل ایالات متحده آمریکا بود.
از فیلم‌های او می‌توان به زیبایی آمریکایی و ورای رنگین‌کمان اشاره نمود.